# Vattenpolo vid medelhavsspelen 1979
Vattenpoloturneringen vid medelhavsspelen 1979 avgjordes i Split i Jugoslavien. Endast herrarnas vattenpoloturnering genomfördes. I herrarnas turnering tävlade sju lag: Jugoslavien, Italien, Spanien, Grekland, Turkiet, Egypten och Malta. 17-åringen Manel Estiarte ingick i det spanska laget som blev trea i turneringen.

## Medaljsummering
| Gren                          | Guld        | Silver  | Brons   |
| Herrarnas vattenpoloturnering | Jugoslavien | Italien | Spanien |

## Placeringar
| \| Pl. \| Lag \| \| --- \| ----------- \| \| \| Jugoslavien \| \| \| Italien \| \| \| Spanien \| \| 4. \| Grekland \| \| 5. \| Turkiet \| \| 6. \| Egypten \| \| 7. \| Malta \| |             |
| Pl. | Lag         |
| | Jugoslavien |
| | Italien     |
| | Spanien     |
| 4. | Grekland    |
| 5. | Turkiet     |
| 6. | Egypten     |
| 7. | Malta       |